# Звонко Демировић
Звонимир Звонко Демировић јесте српски певач и музичар. 

## Биографија
Потиче из Лесковца. Ромског јепорекла. 
Најпознатији је по песми Наташа, која постоји и у српској и у ромској верзији, и овај певач снима песме на оба језика.  
Многе концерте је свирао са оркестром Јужне звезде и Јужним Ветром. Сарађивао је и писао за многе певаче као што су Биљана Јевтић, Аница Миленковић, Сузана Јовановић, Вера Матовић, Миле Китић (песма Срушила ми дом), Аца Лукас (компоновао је песму Неће мама доћи), Бане Бојанић, Луис (песма Благо оном ко те има), Жељко Шашић (песма Подочњаци) а радио и за неке бугарске певаче као што су Софи Маринова и Јулија Бикова. Снимио је дует Жена кад памет попије са Срђаном из Моби Дика.

## Дискографија

### Албуми
- Лулудије (1991, Дискос)
- Памтим сузе и оца и мајке (1992, Дискос)
- Кесканџика (1994, Јужни ветар)
- Дилине берса (1995, Јувекомерц)
- Чоколада/Тепсија (1996, Јувекомерц)
- Ми бори сар корани/Вештице (1997, Весели Роми и Аваз продукција)
- Најзузе гиља (1997, Јувекомерц) - компилација
- Нисам мафијаш (1998, Апа видео)
- Наташа (1999, Јувекомерц)
- И туџина пари (2000, Студио бас)
- Албум уживо (2001, Балкантон)
- Холивуд (2002, Јувекомерц)
- Мераклика (2006, ВИП Продукција)
- Спас (2014, Гранд продакшн)[3]